# Ciborgue (Ucrânia)

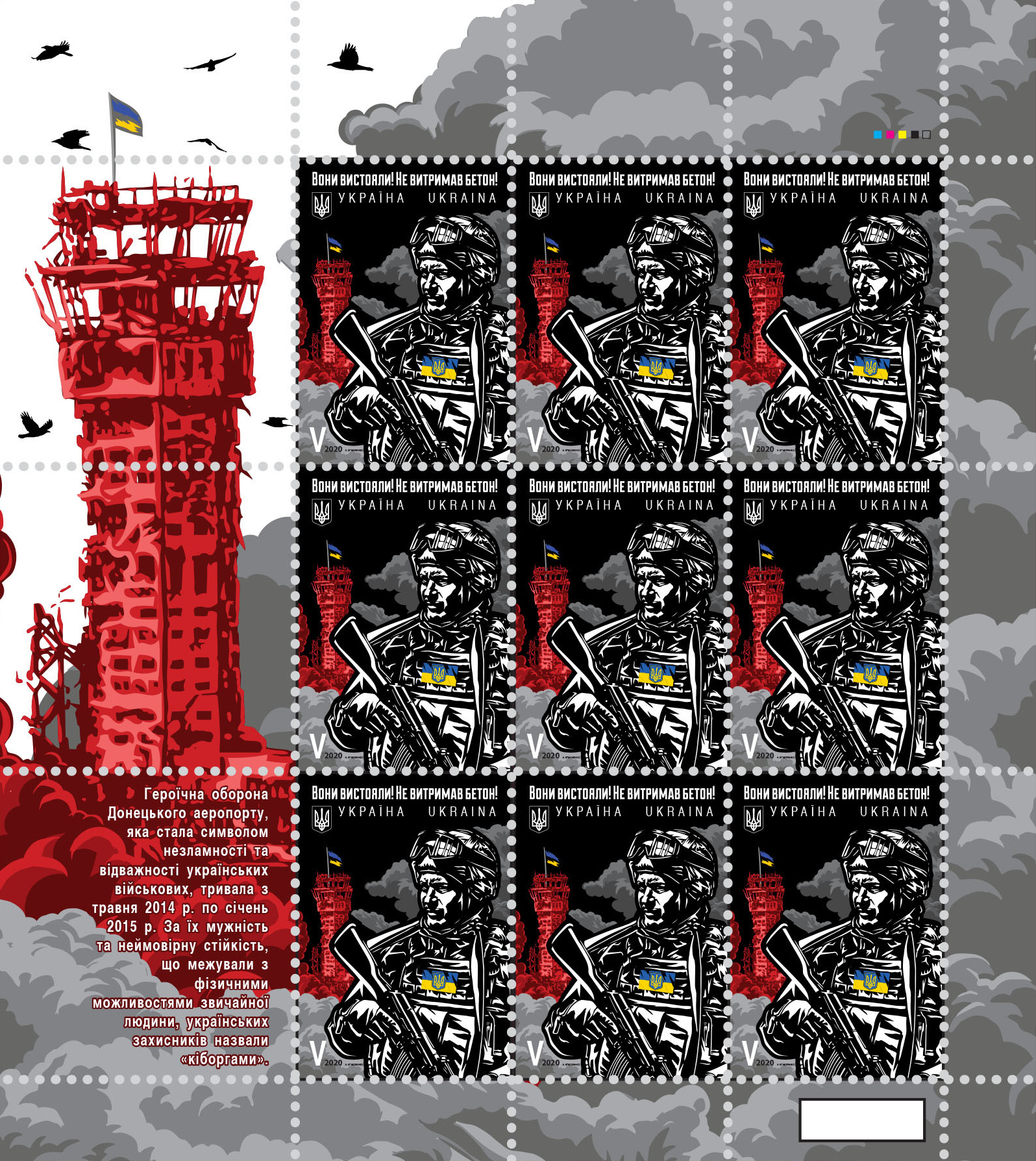
Selos com ciborgues ucranianos.

Denomina-se ciborgues aos voluntários ucranianos que participaram na batalha para a defesa do Aeroporto Internacional de Donetsk durante a Guerra em Donbass.

## Desenvolvimento

### Origem linguística
O conceito de ficção cientifica ciborgue refere a um organismo biológico que contém partes mecânicas ou electrónicas, que substituem ou complementam os corpos. Descrevem-se os ciborgues como pessoas com capacidades físicas ou mentais aumentadas artificialmente, por exemplo com armas incorporadas.

### Uso do término

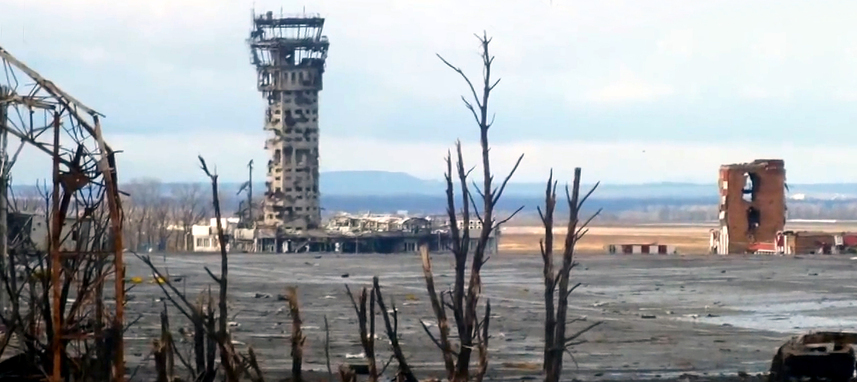
Ruínas do aeroporto, 24 de dezembro de 2014.

A palavra ciborgue para fazer referência aos defensores do aeroporto de Donetsk foi utilizada pela primeira vez em setembro de 2014 por um militante pró-Rússia desconhecido. Ele provou de explicar por que as melhores unidades dos insurgentes separatistas sócios com a República Popular de Donetsk não podiam vencer a várias dúzias de soldados ucranianos mal armados. . 
Este significado está incluído nos dicionários de língua ucraniana e a palavra mesma foi recolhida na web versão como a palavra do ano 2014. O Presidente da Ucrânia, Petro Poroshenko, apareceu com eles num vídeo mensagem de Ano Novo em 2015.
Logo este nome passou aos defensores do aeroporto de Luhansk.

## Batalha pelo Aeroporto de Donetsk
Na luta pelo Aeroporto de Donetsk próximo a Pisky participaram para o governo da Ucrânia, os combatentes do terceiro regimiento separado, de regimientos automóveis 79, 80, 81, 95, de brigada mecanizada separada 93, de brigada de infantería motorizada 57, de batalhões 90 e 74, soldados do regimiento "Dnipro-1", soldados do Corpo de Voluntários da Ucrânia e de outras formações.
O número total de militares ucranianos envolvidos em operações no aeroporto é difícil de contar, mas há o número de mortos: 100 soldados, incluídos 4 desaparecidos. Além dos mortos, há informação sobre circa 300 feridos.

## Honras
O 16 de janeiro foi atribuído na Ucrânia como o dia da memória dos defensores do Aeroporto de Donetsk, estabelecido por iniciativa dos ciborgues mesmos. Os eventos funerarios e conmemorativos têm lugar neste dia, incluindo a participação dos altos funcionários públicos da Ucrânia.
6 ciborgues receberam o título de Herói da Ucrânia.

## Influência cultural
Em cultura popular ucraniana (e mundial) o tema de ciborgues teve desenvolvimento nuns filmes, livros (entre outros poema "Aeroporto de Donetsk" de Vladimir Tymchuk, novela "Aeroporto" de Sergei Loik), numerosas exposições de fotos, arte e livros.

## Veja-se também
- Intervenção militar da Rússia na Ucrânia (2014–presente)